# Róża w Pięści
Róża w Pięści (wł. Rosa nel Pugno, RnP) – włoska federacja średnich partii politycznych działająca w ramach koalicji L’Unione.
Koalicję powołano w 2005 na potrzeby wyborów parlamentarnych w 2006. W jej skład wchodziły:
- Włoscy Demokratyczni Socjaliści (Socialisti Democratici Italiani),
- Włoscy Radykałowie (Radicali Italiani),
- Reformacyjni Socjaliści (Socialisti Riformisti, partia powstała z rozłamu w NPSI, założona przez działaczy opowiadających się za opuszczeniem Domu Wolności i przejściem na stronę lewicy),
- Stowarzyszenie na rzecz Róży w Pięści (Associazione per la Rosa nel Pugno, zrzeszające niezależnych posłów i sympatyków koalicji).

RnP połączyła zarówno socjaldemokratów z SDI, jak i libertariańskich radykałów. Program federacji obejmował różne lewicowe hasła społeczne (propagowanie aborcji i eutanazji, walka o prawa mniejszości seksualnych).
W wyborach parlamentarnych RnP uzyskała 18 mandatów w Izbie Deputowanych i żadnego miejsca w Senacie. W rządzie Romano Prodiego przewodnicząca radykałów Emma Bonino objęła tekę ministra polityki europejskiej i handlu międzynarodowego, nadto federacja dostała cztery stanowiska wiceministrów.
W 2008 wspólna działalność RnP uległa zanikowi. Reformacyjni Socjaliści przeszli do federacji Lud Wolności, Włoscy Demokratyczni Socjaliści zainicjowali powołanie nowej Partii Socjalistycznej, radykałowie podjęli współpracę z Partią Demokratyczną.